# Paul Erman
Paul Erman (Berlín, 29 de febrero de 1764 - Berlín, 11 de octubre de 1851) fue un físico alemán.
Fue hijo del historiador Jean Pierre Erman, autor de Histoire des refugies. Trabajó como profesor de ciencia en el Colegio Francés de Berlín y en la academia militar. Tras la fundación de la Universidad de Berlín en 1810, aceptó un cargo como profesor de física.
Sus trabajos se centraron principalmente en electricidad y magnetismo, aunque también realizó algunas contribuciones a la óptica y a la fisiología.
Tuvo un hijo, Georg Adolf Erman, quien fue también físico, y un nieto, Johann Peter Adolf Erman, egiptólogo de profesión.